# Acroconidiellina loudetiae
Acroconidiellina loudetiae är en svampart som beskrevs av M.B. Ellis 1971. Acroconidiellina loudetiae ingår i släktet Acroconidiellina, divisionen sporsäcksvampar och riket svampar.   Inga underarter finns listade i Catalogue of Life.